# Домик в Коломне
«До́мик в Коло́мне» — шуточная поэма Александра Сергеевича Пушкина, написанная им в 1830 году в Болдинскую осень (закончена 10 октября). Написана октавами, причём первые строфы посвящены металитературному обсуждению достоинств этой строфы.

## Персонажи
- Сам автор
- Вдова
- Параша, её дочь
- Один знакомый, он же товарищ
- Фёкла
- Графиня
- Гвардейцы
- Вера Ивановна, двоюродная сестра Параши
- Гоф-фурьер, её муж
- Кот Васька
- Соседка
- Мавра
- Покойник, бывший муж вдовы

## Сюжет
В петербургском предместье Коломне живут вдова и её дочь Параша. После смерти кухарки Фёклы дочь хозяйки уходит искать новую кухарку и приводит Мавру. В воскресенье Параша с матерью отправляются в церковь, а Мавра остаётся дома. В церкви вдова начинает беспокоиться, как бы новая служанка, оставшись одна, не обокрала их дом. Она, оставив Парашу, возвращается домой, где застаёт Мавру за бритьём. Вдова падает в обморок, а Мавра (очевидно, переодетый любовник Параши) убегает.

## Создание и публикация
Поэма создана в ответ на упрёки «Северной пчелы» о том, что Пушкин не пишет «серьёзные» произведения во славу успехов русского оружия. Он намеревался печатать поэму анонимно, но впоследствии отказался от этого замысла и исключил из печатного варианта связанные с этой темой строфы.
Черновых вариантов поэмы не сохранилось, единственный рукописный источник — так называемый «Беловой автограф с поправками», хранящийся в рукописном отделе Пушкинского Дома (ПД, ф. 244, оп. 1, № 905). Впервые напечатана в 1833 году в альманахе «Новоселье» с не вполне объяснённой датировкой 1829 годом.
В первой редакции 54 октавы: 22 октавы предисловия, 30 октав основного текста и 2 октавы окончания. Окончательный вариант состоит из 40 октав. При публикации также был пропущен эпиграф: «Modo vir, modo femina», Ovidius.

## Толкования
По замечанию Дмитрия Святополк-Мирского, «Домик в Коломне» представляет собой последний опыт Пушкина с вольным онегинским стихом. При создании поэмы он ориентировался не столько на свой более ранний опыт в жанре шуточной поэмы, «Графа Нулина» (1825), сколько на байроновский «Беппо».
Владислав Ходасевич относил «Домик в Коломне» (как и более ранний замысел «Уединённый домик на Васильевском») к «замкнутому, неразрывному циклу» петербургских повестей Пушкина о вторжении потусторонней силы в обыденную жизнь человека. В отличие от других повестей, разрешение конфликта здесь комическое: по мысли Ходасевича, это своеобразная «похвала глупости».

## Адаптации сюжета
- В 1913 году на экраны вышел немой фильм Петра Чардынина «Домик в Коломне», снятый по мотивам поэмы.
- Игорь Стравинский на либретто Бориса Кохно написал короткую комическую оперу «Мавра» (1922).